# Катаризм (Боливия)
Катаризм (исп. Katarismo) — левонационалистическое политическое движение в Боливии, названное в честь лидера освободительного движения коренных народов конца XVIII века Тупака Катари. Как и ряд других разновидностей индихенизма в соседних странах (перуанский этнокарсеризм), апеллирует к доколумбовому наследию андских народов аймара и кечуа.

## Истоки
Катаристское движение зародилось в начале 1970-х годов, восстановив политическую идентичность народа аймара. Движение делало упор на двух ключевых фактах: что наследие колониализма довлело над латиноамериканскими республиками и после обретения независимости и что коренное население составляло демографическое (и, следовательно, политическое) большинство в Боливии. Катаризм подчёркивает, что коренные народы Боливии страдают от двойного гнета: как классового (в марксистском, экономическом смысле), так и этнического.
Реализованная благодаря Боливийской национальной революции аграрная реформа 1953 года позволила группе аймарской молодёжи начать обучение в университете Ла-Паса в 1960-х годах. В городе эти студенты столкнулись с предрассудками, что способствовало зарождению у них катаристских идей. Движение было вдохновлено риторикой национальной революции, а также основателем Индейской партии Боливии Фаусто Рейнагой, вышедшим из Коммунистической партии. Группа сформировала Университетское движение Хулиана Апансы (MUJA), организованное вокруг культурных требований, включая двуязычное образование. Её наиболее видным лидером был Хенаро Флорес Сантос (который в 1965 году вернулся в деревню, чтобы возглавить борьбу крестьян). Другой видной фигурой был Раймундо Тамбо.

## Появление
На Шестом национальном крестьянском конгрессе 1971 года — съезде Национальной крестьянской конфедерации — катаристы стали основной фракцией, выступающей против проправительственных сил. Резня в Толате в 1973 году (в ходе которой были убиты по меньшей мере 13 крестьян-кечуа) радикализировала катаристское движение. После бойни катаристы опубликовали в 1973 году Манифест Тиуанако, в котором народ кечуа рассматривался как эксплуатируемый и угнетаемый экономически, культурно и политически. В этом видении классовое сознание крестьянства и этническое сознание аймара и кечуа взаимодополняли друг друга, поскольку капитализм и колониализм были двумя сторонами того же корня эксплуатации.

## Политическое признание
Катаризм совершил свой политический прорыв в конце 1970-х годов благодаря ведущей роли катаристов в Объединённой профсоюзной конфедерации сельскохозяйственных трудящихся Боливии (CSUTCB). Катаристы подтолкнули CSUTCB к большему значению активистов из коренных народов. В конце концов катаристы разделились на два течения. Первое, более реформистское, возглавил Виктор Уго Карденас, который позже занимал пост вице-президента при Гонсало Санчесе де Лосада и занимался институционализацией неолиберального мультикультурализма под руководством государства.
Второе, более радикальное направление выражало путь аймарского национализма. Было создано политическое крыло движения — Революционное движение имени Тупака Катари (MRTK). Это радикальное течение катаризма было представлено Фелипе Киспе (он же Эль Малку), принимавшим участие в создании Партизанской армии имени Тупака Катари в 1980-х годах. Эта группа позже оформилась вокруг этнической солидарности в Движение коренных народов Пачакути (MIP), ставшее ярым критиком неолиберального Вашингтонского консенсуса. Киспе выступал за создание новой суверенной страны — Республики Кульясуйу, названной в честь одного из четырёх регионов («сторон света») старой империи инков Тауантинсуйу, в котором проживали аймара. Членом этой группы был организатор и руководитель Партизанской армии имени Тупак Катари Альваро Гарсиа Линера, будущий вице-президент Боливии при Эво Моралесе.

## Упадок
Катаристские организации пережили ослабление в 1980-е годы. В этом контексте НПО начали присваивать себе не только катаристские названия, но и символы. Популистские партии, такие как «Совесть Отечества» (CONDEPA), также начали включать отсылки к катаризму в свой дискурс и использовать соответствующую символику, например, флаг випала. После того, как Революционное националистическое движение использовало катаристские темы в своей избирательной кампании 1993 года, этому примеру последовали и другие основные партии (в первую очередь Революционное левое движение). С победой в XXI веке низовых социальных движений и приходом к власти Движения к социализму, в рядах которого было немало сторонников катаризма, эти элементы были закреплены на национальном уровне.